# Владетельные дома Италии
Владетельные дома Италии — позднесредневековые и ренессансные династии, управлявшие государствами, в том числе и городами-государствами, существовавшими на территории современной Италии. В некоторых случаях система управления была не монархическая, а олигархическая, поэтому знатные семьи, сохранявшие власть над государством, не имели титулов и инвеститур. 
Большинство из этих семей сыграли большую роль в истории Италии, а также в истории итальянского искусства, будучи заказчиками, меценатами и коллекционерами многих произведений искусства, придворная жизнь при их дворах дала мощный толчок развитию культуры.
В список не включены иностранные династии, с помощью завоеваний овладевших рядом территорий — Габсбурги, Анжуйский дом и проч.

## Герцогства, графства и т.д.

### Болонья
| Династия   | Титул             | Герб | Появилась | Угасла | Примечание |
| ---------- | ----------------- | ---- | --------- | ------ | ---------- |
| Бентивольо | правители Болоньи |      | XIV век   |        |            |

### Верона
| Династия  | Титул   | Герб | Появилась | Угасла  | Примечание |
| --------- | ------- | ---- | --------- | ------- | ---------- |
| Ногарола  | графы   |      | X век     | XX век  |            |
| Скалигеры | подеста |      | XI век    | XIV век |            |

### Мантуя
| Династия | Титул                                                      | Герб | Появилась | Угасла    | Примечание |
| -------- | ---------------------------------------------------------- | ---- | --------- | --------- | ---------- |
| Борромео |                                                            |      |           |           |            |
| Гонзага  | C 1433 года — маркизы (маркграфы), с 1530 — герцоги Мантуи |      | XIII век  | XVIII век |            |

### Милан
| Династия    | Титул             | Герб | Появилась | Угасла  | Примечание     |
| ----------- | ----------------- | ---- | --------- | ------- | -------------- |
| Висконти    | герцоги Миланские |      | XII век   | XV век  | 1 римский папа |
| Делла Торре |                   |      | XII век   | XIV век |                |
| Сфорца      | герцоги Миланские |      | XIV век   | XVI век |                |

### Монферрат
| Династия  | Титул                                            | Герб | Появилась      | Угасла | Примечание                                                            |
| --------- | ------------------------------------------------ | ---- | -------------- | ------ | --------------------------------------------------------------------- |
| Алерамичи | сеньоры, затем маркграфы (маркизы) Монферратские |      | начало IX века | 1305   |                                                                       |
| Палеологи | маркизы Монферратские                            |      |                |        | Династия византийского происхождения, державшая город в XIV—XVI веках |

### Парма
| Династия | Титул                          | Герб | Появилась | Угасла    | Примечание     |
| -------- | ------------------------------ | ---- | --------- | --------- | -------------- |
| Фарнезе  | герцоги Пармские и Пьяченцские |      | XIII век  | XVIII век | 1 папа римский |

### Римини и Урбино
| Династия     | Титул                     | Герб | Появилась | Угасла | Примечание     |
| ------------ | ------------------------- | ---- | --------- | ------ | -------------- |
| Делла Ровере | герцоги урбинские         |      |           |        | 2 папы римских |
| Малатеста    | правители Римини          |      |           |        |                |
| Монтефельтро | правители Урбино и Римини |      |           |        |                |

### Флоренция и Тоскана
| Династия      | Титул                                               | Герб | Появилась | Угасла    | Примечание                                           |
| ------------- | --------------------------------------------------- | ---- | --------- | --------- | ---------------------------------------------------- |
| Альбицци      |                                                     |      | XIV век   | XV век    |                                                      |
| Альдобрандини |                                                     |      | XV век    |           | 1 папа римский                                       |
| Барберини     |                                                     |      | XI век    | XVIII век | 1 папа римский                                       |
| Маласпина     | С 1568 г. князья Массы и Каррары, с 1633 г. герцоги |      | XI век    | XVIII век |                                                      |
| Медичи        | герцоги Флоренции, великие герцоги Тосканские       |      | XIV век   | XVIII век | 4 римских папы. См. также: Список правителей Тосканы |
| Пацци         |                                                     |      |           |           |                                                      |
| Сальвиати     |                                                     |      |           |           |                                                      |
| Строцци       |                                                     |      |           |           |                                                      |

### Феррара и Модена
| Династия | Титул                                | Герб | Появилась | Угасла  | Примечание                     |
| -------- | ------------------------------------ | ---- | --------- | ------- | ------------------------------ |
| Эсте     | маркграфы, герцоги Моденские и Реджо |      | X век     | XIX век | См. Правители Феррары и Модены |

## Республики и т.п.

### Венеция
Венеция, будучи республикой, не имела единой правящей династии, сохранявшей власть на протяжении нескольких поколений. Однако ряд аристократических семей обладали максимально сильным влиянием на политику государства; и из их числа часто выбирались дожи.
| Династия    | Титул | Герб | Появилась | Угасла | Примечание     |
| ----------- | ----- | ---- | --------- | ------ | -------------- |
| Джустиниани |       |      |           |        |                |
| Дельфини    |       |      | X век     |        | 1 дож          |
| Дандола     |       |      | X век     |        | 4 дожа         |
| Контарини   |       |      |           |        | 8 дожей        |
| Корнаро     |       |      |           |        |                |
| Мочениго    |       |      |           |        | 8 дожей        |
| Морозини    |       |      | X век     |        | 4 дожа         |
| Орсеоло     |       |      |           |        | 3 дожа         |
| Оттобони    |       |      |           |        | 1 римский папа |

### Генуя
Генуя, будучи республикой, не имела единой правящей династии, сохранявшей власть на протяжении нескольких поколений. Однако ряд аристократических семей обладали максимально сильным влиянием на политику государства; и из их числа часто выбирались дожи.
| Династия  | Титул | Герб | Появилась | Угасла | Примечание                              |
| --------- | ----- | ---- | --------- | ------ | --------------------------------------- |
| Адорно    |       |      |           |        |                                         |
| Дориа     |       |      |           |        |                                         |
| Гримальди |       |      |           |        | Одна из ветвей до сих пор правит Монако |
| Спинола   |       |      |           |        |                                         |
| Фиески    |       |      |           |        |                                         |
| Фрегозо   |       |      |           |        |                                         |

### Рим
Рим не управлялся единой династией, однако ряд аристократических семей на протяжении поколений держали под контролем его политику, а также из их рядов нередко выбирались папы Римские.
| Династия   | Титул            | Герб | Появилась | Угасла  | Примечание     |
| ---------- | ---------------- | ---- | --------- | ------- | -------------- |
| Альтьери   | князья ди Ориоло |      | XII век   |         | 1 папа римский |
| Борджиа    |                  |      |           |         | 2 римских пап  |
| Каэтани    |                  |      | X век     |         | 2 римских пап  |
| Колонна    |                  |      | XI век    |         | 1 папа римский |
| Кресцентии |                  |      | X век     | XII век | 2 римских пап  |
| Одескальки |                  |      | XIII век  |         | 1 римский папа |
| Орсини     |                  |      | XII век   |         | 5 римских пап  |
| Памфили    |                  |      | X век     |         | 1 римский папа |

### Сиена
Сиена, будучи республикой, не имела единой правящей династии, сохранявшей власть на протяжении нескольких поколений. Однако ряд аристократических семей обладали максимально сильным влиянием на политику государства.
| Династия    | Титул | Герб | Появилась | Угасла | Примечание                              |
| ----------- | ----- | ---- | --------- | ------ | --------------------------------------- |
| Боргезе     |       |      | XIII век  |        | 1 папа римский, с XVI века семья в Риме |
| Киджи       |       |      |           |        | 1 папа римский                          |
| Пикколомини |       |      |           |        | 2 папы римских                          |